# Освајачи олимпијских медаља у бициклизму
Освајачи олимпијских медаља у бициклизму:
- Освајачи олимпијских медаља у друмском бициклизму
- Овајачи олимпијских медаља у бициклизму на писти
- Освајачи олимпијских медаља у брдском бициклизму
- Освајачи олимпијских медаља у BMX бициклизму